# Villadia reniformis
Villadia reniformis là một loài thực vật có hoa trong họ Crassulaceae. Loài này được H. Jacobsen miêu tả khoa học đầu tiên năm 1958.